# Ден на бащата
Денят на бащата е ден, на който се чества бащинството и родителските грижи на мъжете, точно както на Деня на майката се чества майчинството. Обикновено на този ден се правят подаръци на бащите и семейството празнува заедно през деня. Денят на бащата се празнува в различните страни по различен начин и на различни дати.
Денят на бащата съществува почти навсякъде по света в чест и прослава на бащите и бъдещите бащи. Според католическата традиция празникът се чества на деня на свети Йосиф Обручник – 19 март, но в повечето страни денят на бащата е светски празник.
На църковния празник – Събор на Пресвета Богородица – денят след Рождество Христово (26 декември), се чества паметта на свети Йосиф, на свети цар Давид и на свети Яков.

## История
В Съединените щати главната причина, която довежда до основаването на празника, е Сонора Смарт Дод, родена в Крестон, Вашингтон. Дъщеря е на ветерана от Гражданската война в САЩ Уилям Джаксон Смарт, който отглежда шест деца в Спокейн, Вашингтон. Сонора Дод е вдъхновена от усилията, които Ана Джарвис полага, за да основе Деня на майката. Въпреки че предлага за дата на празника 5 юни – годишнината от кончината на нейния баща, тя не успява да подготви организаторите навреме и празненството се отлага за третата неделя на юни. Първият Ден на бащата се чества на 19 юни 1910 г. в Спокейн.
Празникът незабавно получава широка неофициална подкрепа от различни хора, като политика Уилям Дженингс Браян. Президентът Удроу Уилсън лично празнува със своето семейство през 1916 г. Президентът Калвин Кулидж препоръчва празника за национален през 1924 г. А през 1966 г. президентът Линдън Б. Джонсън решава празникът да се празнува в третата неделя на юни. Празникът е признат за официален през 1972 г. по време на президента Ричард Никсън.

## Празнуване по държави
В повечето страни Денят на бащата се отбелязва през третата неделя на юни: Аржентина, Великобритания, Венецуела, Еквадор, Зимбабве, Индия, Ирландия, Канада, Китай (вкл. Макао и Хонконг), Колумбия, Коста Рика, Куба, Малайзия, Малта, Мексико, Пакистан, Панама, Перу, Филипините, Сингапур, Словакия, САЩ, Турция, Франция, Холандия, Чили, Чехия, Швейцария, Южна Африка, Япония.
Страни, които празнуват на други дати (по азбучен ред):
- Австрия: втората неделя на юни;
- Австралия: първата неделя на септември;
- Белгия: св. Йосиф Обручник – 19 март и втората неделя на юни (светски);
- Бразилия: втората неделя на август;
- България: 26 декември;
- Германия: Възнесение Господне;
- Дания: 5 юни[1] (също и Ден на конституцията);
- Доминиканска република: последната неделя на юли;
- Естония: втората неделя на ноември;
- Испания: 19 март;
- Италия: 19 март;
- Литва: първата неделя на юни;
- Нова Зеландия: първата неделя на септември;
- Никарагуа: 23 юни;
- Норвегия: втората неделя на ноември;
- Полша: 23 юни;
- Португалия: 19 март;
- Русия: 23 февруари (Ден на защитника на отечеството, военен празник, смятан от мнозина за ден на мъжа);
- Тайланд: 5 декември (раждането на крал Пхумипхон Адунядет);
- Тайван: 8 август;
- Финландия: втората неделя на ноември;
- Швеция: втората неделя на ноември;
- Южна Корея: 8 май (Ден на родителите).

## Календар на Деня на бащата

### Февруари
- 23 февруари – Русия

### Март
- 19 март – Белгия, Испания, Италия, Португалия

### Май
- 8 май – Южна Корея

### Юни
- първата неделя – Литва
- втората неделя – Австрия, Белгия (за втори път)
- третата неделя – Аржентина, Великобритания, Венецуела, Еквадор, Зимбабве, Индия, Ирландия, Канада, Китай (вкл. Макао и Хонконг), Колумбия, Коста Рика, Куба, Малайзия, Малта, Мексико, Пакистан, Панама, Перу, Филипините, Сингапур, Словакия, САЩ, Турция, Франция, Холандия, Чили, Швейцария, Южна Африка, Япония
- 23 юни – Никарагуа, Полша

### Юли
- последната неделя – Доминиканска република

### Август
- 8 август – Тайван
- втората неделя – Бразилия

### Септември
- първата неделя – Австралия, Нова Зеландия

### Ноември
- втората неделя – Естония, Норвегия, Швеция, Финландия

### Декември
- 5 декември – Тайланд
- 26 декември – България